# Marcelo Djaló
Marcelo Amado Djalo Taritolay (sinh 8 tháng 10 năm 1993), đơn giản được gọi là Marcelo, là cầu thủ bóng đá Tây Ban Nha là một người đang chơi cho FC Girona như một trung vệ với tư cách cho mượn từ Lugo.